# أليخاندرا لازكانو
أليخاندرا لازكانو (بالإسبانية: Alejandra Lazcano)‏ هي ممثلة مكسيكية، ولدت في 31 ديسمبر 1984 في مدينة مكسيكو في المكسيك.

## وصلات خارجية
- أليخاندرا لازكانو على موقع IMDb (الإنجليزية)
- أليخاندرا لازكانو على موقع قاعدة بيانات الفيلم (الإنجليزية)